# Casandrino
Casandrino ist eine italienische Gemeinde mit 13.069 Einwohnern (Stand 31. Dezember 2023) in der Metropolitanstadt Neapel, Region Kampanien.
Die Nachbarorte von Casandrino sind Arzano, Grumo Nevano, Melito di Napoli, Neapel und Sant’Antimo.

## Bevölkerungsentwicklung
Casandrino zählt 4040 Privathaushalte. Zwischen 1991 und 2001 stieg die Einwohnerzahl von 11.617 auf 13.245. Dies entspricht einem prozentualen Zuwachs von 14,0 %.